# Nedre Lysstjärnen
Nedre Lysstjärnen är en sjö i Ljusdals kommun i Hälsingland och ingår i Ljusnans huvudavrinningsområde. Sjön har en area på 0,0935 kvadratkilometer och ligger 419,1 meter över havet. Sjön avvattnas av vattendraget Hässjaån.

## Delavrinningsområde
Nedre Lysstjärnen ingår i det delavrinningsområde (683912-148947) som SMHI kallar för Inloppet i Övre Bursjön. Medelhöjden är 385 meter över havet och ytan är 30,82 kvadratkilometer. Det finns inga avrinningsområden uppströms utan avrinningsområdet är högsta punkten. Hässjaån som avvattnar avrinningsområdet har biflödesordning 3, vilket innebär att vattnet flödar genom totalt 3 vattendrag innan det når havet efter 114 kilometer. Avrinningsområdet består mestadels av skog (77 procent) och sankmarker (11 procent). Avrinningsområdet har 0,1 kvadratkilometer vattenytor vilket ger det en sjöprocent på 0,3 procent.